# 乙亥大相撲
乙亥大相撲（おといおおずもう）は愛媛県西予市野村地区（旧東宇和郡野村町）で開かれる相撲大会（花相撲）である。主催は西予市、西予市観光協会野村支部、西予市教育委員会。

## 概要
年に1回、大相撲九州場所終了後、2日間に渡り、招待された大相撲の関取及び幕下以下の力士、小学校から大学、実業団までの選手を集めて開催される。幕下以下のプロ力士と、社会人大会や学生相撲などで優勝経験のあるアマチュア選手らによる取組があり、相撲においてプロとアマが直接対戦する唯一の大会となっている。
乙亥大相撲の始まりは江戸時代のペリーによる黒船来航の前年である嘉永5年まで遡る。この年の6月25日（1852年8月10日）、伊予国野村の100戸の民家に大火が起こった。同年10月15日（11月26日。乙亥の日）、「火鎮擁護祈願」のため三嶋神社境内に愛宕神社を建立し、向こう100年間「三十三番結びの相撲」を奉納することにしたのが始まりである。創設者は緒方惟貞（1822年 - 1883年）。この間、戦争（戊辰戦争、日清戦争など）が発生しても中止されず、1952年に初開催の奉納から100年を迎えたが、以降も開催が継続され、今日に至っている。主催者は1971年に野村町観光協会となった後、現在は自治体合併により西予市観光協会野村支部などの共催となっている。
2004年までは特設会場で開催されていたが、2005年からは同年に新設された乙亥会館に場所を移した。2018年、西日本豪雨により乙亥会館が被災したため、同年から2年間は西予市野村公会堂で開催されている。
元関脇玉春日（現在の片男波親方）も小学校時代から参加していた。
2019年3月に第23回ふるさとイベント大賞の最優秀賞 （総務大臣表彰）を受賞している。

## 創設者
緒方惟貞（1822-1883）は宇和島藩野村で代々庄屋を務める家の二男として生まれ、1851年に家督を継ぎ、1852年の大火を受けて奉納相撲の開催を始めた。1861年に子の惟忠（陸朗）に家督を譲ったが実質的には実権を握り、明治維新後の1870年に野村で起こった農民蜂起の際には、農民の援助をする一方、藩民政局の依頼で調停役としても活躍した。緒方家は家業の造り酒屋を1958年に緒方酒造の名で株式会社化し、銘酒「東洋」のほか、緒方惟貞や親戚だった児島惟謙、戦国時代以前に同祖を持つとされる緒方洪庵の名を銘柄名とした酒を販売していたが、2018年に廃業した。緒方家の遠祖は緒方惟栄とされ、惟栄の数代のちの惟康が豊後大友氏に仕えて佐伯荘に住んだことから佐伯姓を名乗り、1594年の大友氏没落後に各地に離散、野村町の緒方家は13代佐伯惟真の子・惟照から始まるとされる。

## 出来事

### 2015年
大関照ノ富士らを招待し、11月23日、24日に開催された

### 2016年
大関稀勢の里、小結玉鷲らを招待し、11月29日、30日に開催された。

### 2017年
11月28日、29日に開催。同月に発覚した横綱日馬富士の暴行問題で、28日は十両以上の力士が日本相撲協会の会合に出席するため不参加となった。恒例の稚児土俵入りも28日は中止となったが、幕下力士と愛媛国体に出場した地元選手らの取組が会場を沸かせた。29日は大関髙安と平幕輝が参加。稚児土俵入りが前日予定分と合わせて行われた。入場は3500人で平年の3000人を上回った。招待力士について横綱に昇進した稀勢の里も前年に引き続き参加する予定だったが、故障により実現しなかった

### 2018年
7月におきた西日本豪雨、特に肱川の氾濫による水害の影響で、2005年以来の開催場所であった乙亥会館は使えなくなり、中止が危ぶまれた。しかし、復興の願いを込めて、地元のNPO法人「シルミルのむら」がインターネット募金を活用し、野村公会堂に土俵を新設した。2019年も同公会堂で行われる予定。
当初の27日と28日の開催予定が27日だけの開催となり、小中学生や一般の個人戦はなくなったが、大相撲の幕下力士と県内外の有力なアマチュア選手の真剣な取組や赤ちゃんの稚児土俵入りは行われた。28日の朝は招待関取の勢関が豪雨被災者の応急仮設住宅を訪れ、住民らと交流した。

### 2019年
大相撲から幕内・玉鷲、十両豊昇龍らが招待され、11月26日・27日に開催された。

### 2020年
会場は復旧した乙亥会館に戻った。新型コロナウイルス感染症の流行により、無観客で11月23日の1日のみの縮小開催となり、大相撲力士の招待や稚児土俵入りなどは中止で一般青年の部勝ち抜きのみ行われた。

### 2021年
大相撲11月場所開催中の11月27日に縮小開催された。前年とは異なり西予市内在住者に限り観覧可能となった。

### 2022年
11月26日・27日に3年ぶりに県外アマ力士を招待して2日間開催された。

### 2023年
大相撲から幕内の玉鷲、朝乃山ら力士13名が招待され、11月28日・29日に4年ぶりに通常開催された。稚児土俵入りや関取による小中学生の指導なども復活。